# Feule
Feule ist eine französische Gemeinde mit 189 Einwohnern (Stand: 1. Januar 2022) im Département Doubs in der Region Bourgogne-Franche-Comté.

## Geographie
Feule liegt auf 492 m, fünf Kilometer südwestlich von Pont-de-Roide-Vermondans und etwa 19 Kilometer südsüdwestlich der Stadt Montbéliard (Luftlinie). Das Dorf erstreckt sich im Jura, am Südfuß der Lomontkette, auf einer Terrasse über dem Tal der Barbèche.
Die Fläche des 3,76 km² großen Gemeindegebiets umfasst einen Abschnitt des französischen Juras. Der zentrale Teil des Gebietes wird von der Geländeterrasse von Feule eingenommen, die durchschnittlich auf 500 m liegt. Sie fällt nach Süden steil zum tief eingeschnittenen Tal der Barbèche (linker Zufluss des Doubs) ab. Die steilen Talhänge sind an verschiedenen Orten von Felsbändern durchzogen. Teils bildet die Barbèche die südliche Gemeindegrenze, teils gehört auch der südliche Talhang (im Bereich von Grand Montvallon) zu Feule. Nach Norden erstreckt sich das Gemeindeareal über einen steilen, bewaldeten Hang bis auf den Höhenrücken der Lomontkette im Bereich des Mont Solemont, an dem mit 813 m die höchste Erhebung von Feule erreicht wird. Dieser Kamm bildet in geologisch-tektonischer Hinsicht eine Antiklinale des Faltenjuras und ist in West-Ost-Richtung orientiert. Nach Osten fällt der Höhenzug mit verschiedenen Felskreten und Vorsprüngen zum Taldurchbruch des Doubs ab, wobei das Gebiet nicht bis an den Fluss hinunterreicht.
Nachbargemeinden von Feule sind Neuchâtel-Urtière im Norden, Villars-sous-Dampjoux im Osten, Dampjoux und Les Terres-de-Chaux im Süden sowie Solemont im Westen.

## Bevölkerung
| Jahr                       | 1962 | 1968 | 1975 | 1982 | 1990 | 1999 | 2006 | 2016 |
| Einwohner                  | 80   | 88   | 206  | 195  | 180  | 163  | 168  | 180  |
| Quellen: Cassini und INSEE |      |      |      |      |      |      |      |      |

Mit 189 Einwohnern (Stand 1. Januar 2022) gehört Feule zu den kleinen Gemeinden des Départements Doubs. Nachdem die Einwohnerzahl in der ersten Hälfte des 20. Jahrhunderts stets im Bereich zwischen 70 und 100 Personen gelegen hatte, wurde in den 1970er Jahren ein deutliches Bevölkerungswachstum verzeichnet. Seither ist die Einwohnerzahl wieder leicht rückläufig.

## Wirtschaft und Infrastruktur
Feule war bis weit ins 20. Jahrhundert hinein ein vorwiegend durch die Landwirtschaft (Ackerbau, Obstbau und Viehzucht) geprägtes Dorf. Daneben gibt es heute einige Betriebe des lokalen Kleingewerbes, darunter eine Schreinerei und Zimmerei. Viele Erwerbstätige sind auch Wegpendler, die in den größeren Ortschaften der Umgebung ihrer Arbeit nachgehen.
Die Ortschaft liegt abseits der größeren Durchgangsstraßen. Die Hauptzufahrt erfolgt von Villars-sous-Dampjoux im Doubstal. Eine weitere Straßenverbindung besteht mit Solemont.